# Culciu Mare
Culciu Mare – wieś w Rumunii, w okręgu Satu Mare, w gminie Culciu. W 2011 roku liczyła 765 mieszkańców. 